# Massimo Bonini
Massimo Bonini, född 13 oktober 1959 i San Marino, är en sanmarinsk före detta fotbollsspelare.

## Spelarkarriär

### Klubblagskarriär
Bonini inledde sin fotbollskarriär i San Marino innan han gick till Cesena 1979. Hans mest framgångsrika period var dock i Juventus, där han bland annat vann tre ligatitlar och Europacupen 1984/1985 (idag kallad Champions League). Efter Juventus gick Bonini till Bologna där klubbkarriären avslutades.

### Landslagskarriär
Eftersom San Marinos fotbollsförbund ej var medlem i varken FIFA eller UEFA förrän 1988, spelade Bonini i det italienska U21-landslaget mellan 1980 och 1983. Han gjorde sin landslagsdebut för San Marino den 14 november 1990 i San Marinos första officiella landskamp, vilken spelades hemma mot Schweiz i kvalspelet till Europamästerskapet i fotboll 1992. San Marino förlorade matchen med 4-0.
Han fortsatte att spela i San Marino fram till 1995. Total gjorde Bonini 19 landskamper för det sanmarinska landslaget.

## Tränarkarriär
Hittills har Bonini endast haft en roll som huvudtränare, för det sanmarinska landslaget, en post han innehade mellan 1996 och 1998. Tiden var mindre lyckad, och San Marino förlorade under den perioden samtliga matcher utan att göra ett enda mål.